# Lizozim

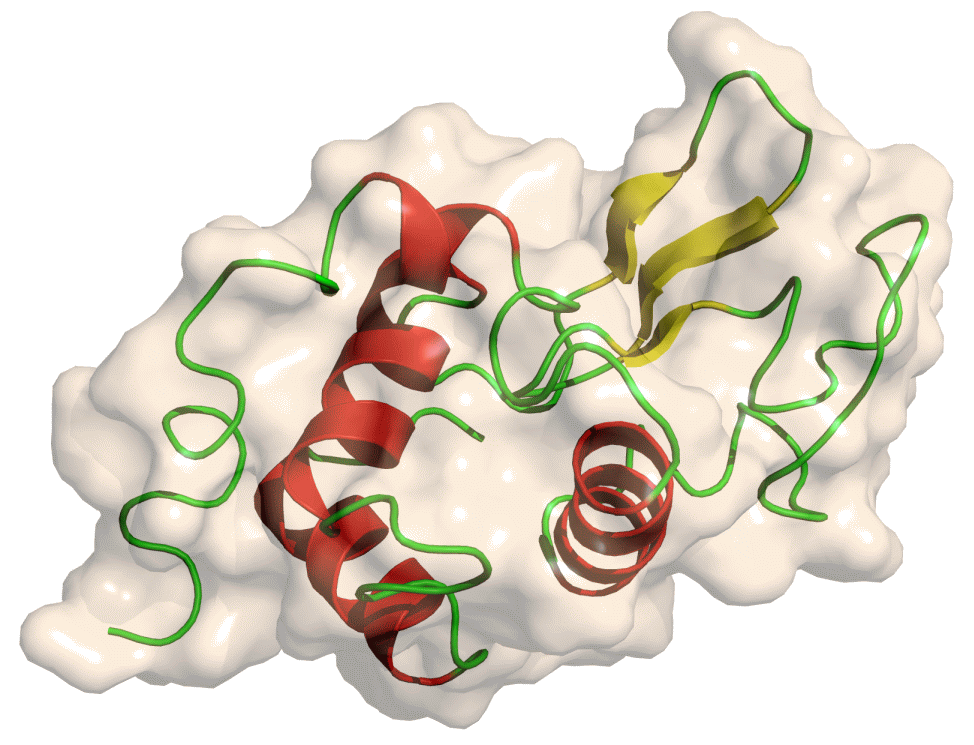
A lizozim térszerkezete

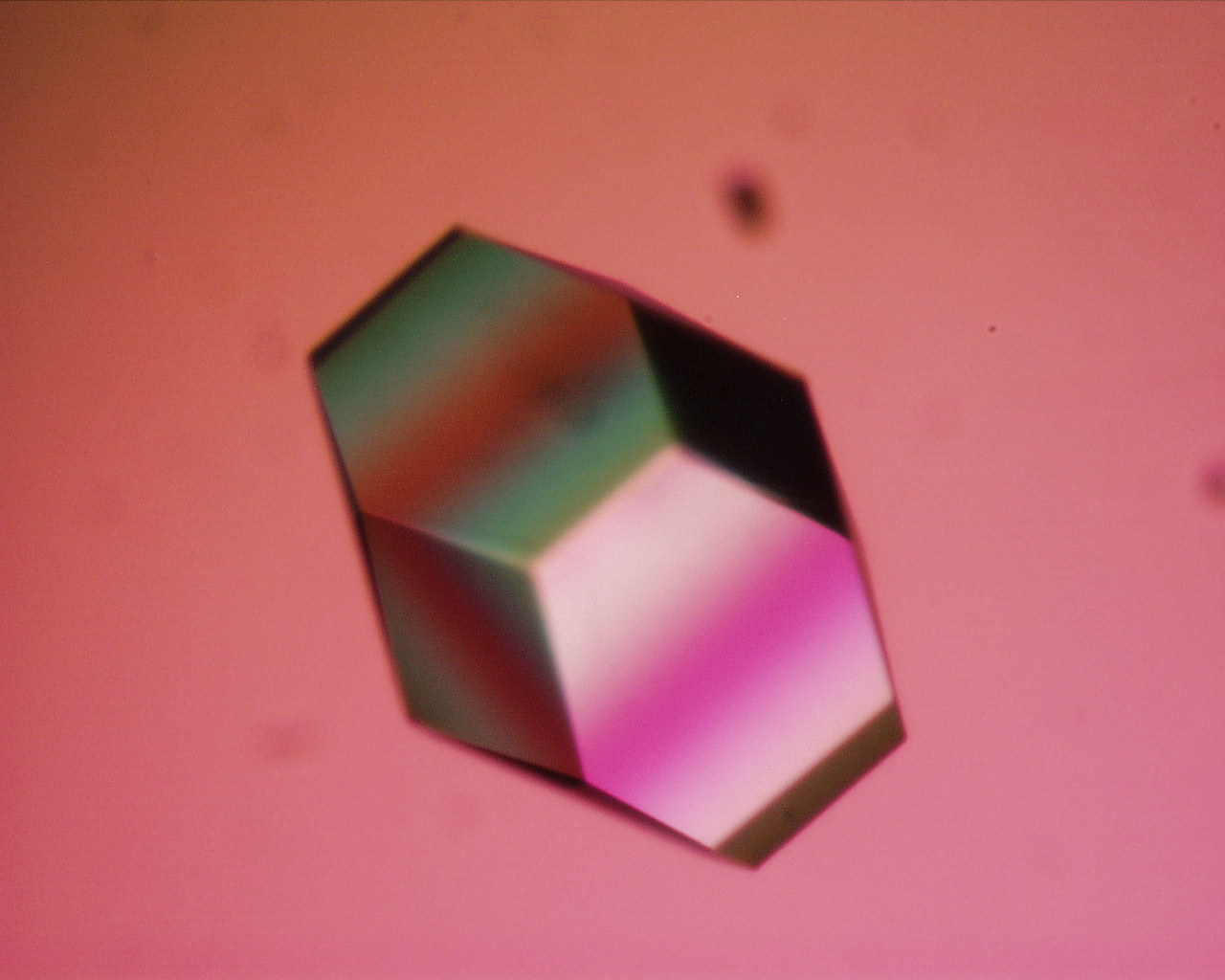
Lizozim kristály

A lizozim (INN: lysozyme) egy enzim, amely a Gram-pozitív baktériumok lízisét képes előidézni sejtfaluk roncsolása révén. Valójában nem egy enzimről, hanem hasonló szerkezetű enzimek egy csoportjáról van szó. L-forma baktériumok laboratóriumi létrehozására is használják.
Fontos szerepet játszik az immunrendszer működésében, elsősorban a szervezet „kapuinál” (száj, szem, orr). Megtalálható a könnyben, a nyálban, a verejtékben, az anyatejben, az orrváladékban és a gyomornedvben egyaránt. Egyes növényekben (pl. torma) is előfordul.
Az emlősök lizozimje csak kis mértékben különbözik egymástól, mindegyikük 129 aminosavból felépülő, kb. 14,6 kilodalton molekulatömegű polipeptid. Ezzel szemben a bakteriofágokban megtalálható lizozim 164 aminosavból áll, molekulatömege 18 kDa.
Az első lizozim felfedezése Alexander Fleming nevéhez fűződik, aki 1922-ben tyúktojásfehérjében talált rá az antibiotikus hatású enzimre.
Élelmiszeradalékként E 1105 kóddal használják mint tartósítószert (érett sajtokhoz engedélyezett).
2009-től engedélyezett a borászati alkalmazása is. Elsősorban a nemkívánatos tejsavbaktériumok elpusztítására alkalmazzák.
Gyógyszerek hatóanyaga. ATC-kódja D06BB07 és J05AX02.

## Hatásmechanizmusa
A baktériumok sejtfalának alapanyagául szolgáló murein (N-acetil-glükóz-amin és N-acetilmuraminsav egységekből álló mukopoliszacharid, aminosav oldalláncokkal) alapláncának glikozidkötéseit bontja.

## Gyógyszerkészítmények
A nemzetközi gyógyszerkereskedelemben számos készítmény hatóanyaga önállóan, klorid vagy hidroklorid formájában vagy más szerekkel kombinációban.
Magyarországon nincs forgalomban.